# Конельсько-Хутірська сільська рада
Коне́льсько-Хутірська́ сільська́ ра́да — адміністративно-територіальна одиниця та орган місцевого самоврядування в Жашківському районі Черкаської області. Адміністративний центр — село Конельські Хутори.

## Загальні відомості
- Населення ради: 749 осіб (станом на 2001 рік)

## Населені пункти
Сільській раді були підпорядковані населені пункти:
- с. Конельські Хутори
- с. Медувата

## Склад ради
Рада складалася з 12 депутатів та голови.
- Голова ради: Сліпенко Іван Якович
- Секретар ради: Перканюк Катерина Іванівна

### Керівний склад попередніх скликань
| Прізвище, ім'я, по батькові | Основні відомості                                                 | Дата обрання | Дата звільнення |
| --------------------------- | ----------------------------------------------------------------- | ------------ | --------------- |
| Сліпенко Іван Якович        | Сільський голова, 1956 року народження, освіта вища, безпартійний | 26.03.2006   | 31.10.2010      |
| Сліпенко Іван Якович        | Сільський голова, 1956 року народження, освіта вища, безпартійний | 31.10.2010   |                 |

Примітка: таблиця складена за даними сайту Верховної Ради України

### Депутати
За результатами місцевих виборів 2010 року депутатами ради стали:

#### За суб'єктами висування
| Суб'єкт висування                 | Кількість обраних депутатів | %    |
| --------------------------------- | --------------------------- | ---- |
| Партія регіонів                   | 8                           | 66,7 |
| Самовисування                     | 3                           | 25   |
| Політична партія «Сильна Україна» | 1                           | 8,3  |

#### За округами
| № округу                          | Прізвище, ім'я, по батькові | Дата визнання обраним | Освіта             | Партійна приналежність | Відомості про обраного депутата                                       |
| --------------------------------- | --------------------------- | --------------------- | ------------------ | ---------------------- | --------------------------------------------------------------------- |
| Партія регіонів                   |                             |                       |                    |                        |                                                                       |
| 1                                 | Грубась Михайло Іванович    | 01.11.2010            | середня спеціальна | позапартійний          | ПСП «Конельські Хутори», зав. Автогаражем                             |
| 2                                 | Бойко Галина Степанівна     | 01.11.2010            | вища               | позапартійна           | тимчасово не працює                                                   |
| 3                                 | Перканюк Катерина Іванівна  | 01.11.2010            | середня спеціальна | позапартійна           | Конельськохутірська сільська рада, секретар                           |
| 4                                 | Юхневич Галина Самуілівна   | 01.11.2010            | середня спеціальна | позапартійна           | ПСП «Конельські Хутори», лаборант                                     |
| 7                                 | Побережець Микола Іванович  | 01.11.2010            | середня            | позапартійний          | ПСП «Конельські Хутори», тракторист                                   |
| 8                                 | Мороз Павло Григорович      | 01.11.2010            | середня спеціальна | позапартійний          | ПСП «Конельські Хутори», агроном                                      |
| 10                                | Перканюк Микола Петрович    | 01.11.2010            | середня            | позапартійний          | ПСП «Конельські Хутори», шофер                                        |
| 12                                | Мороз Віктор Анатолійович   | 01.11.2010            | середня спеціальна | позапартійний          | ПСП «Конельські Хутори», майстер ПСП                                  |
| Політична партія «Сильна Україна» |                             |                       |                    |                        |                                                                       |
| 5                                 | Глоба Надія Миколаївна      | 01.11.2010            | вища               | позапартійна           | пенсіонер                                                             |
| Самовисування                     |                             |                       |                    |                        |                                                                       |
| 6                                 | Непоп Алла Василівна        | 01.11.2010            | вища               | позапартійна           | Конельськохутірська сільська рада, землевпорядник                     |
| 9                                 | Гулько Галина Петрівна      | 01.11.2010            | вища               | позапартійна           | ПСП «Конельські Хутори», бухгалтер                                    |
| 11                                | Побережець Василь Іванович  | 01.11.2010            | середня            | позапартійний          | ПСП «Конельські Хутори», механік трудомістких процесів у тваринництві |